# ABC座2013 ジャニーズ伝説 (The Digest)
『ABC座2013 ジャニーズ伝説（The Digest）』（エービーシーザ2013 ジャニーズでんせつ （ザ・ダイジェスト））は、2014年6月25日にポニー・キャニオンから発売のA.B.C-Zの4枚目の舞台・コンサート作品。
本作は初代ジャニーズ誕生50年を記念して、A.B.C-Z主演で2013年10月に日生劇場で上演された舞台「ABC座 2013 ジャニーズ伝説」の映像化作品。
Blu-rayとDVD2形態でリリース。

## 収録内容
2013年10月 日生劇場にて収録

### 第1幕
1. 公園
2. 病院
3. 公園
4. アメリカ横断ツアー
5. ロサンゼルスのハリウッドパレス前
6. ロスのレッスン場
7. デボーゾンの家
8. 束の間の休息
9. 帰国
10. ウェスタン・カーニバルの会場
11. ウェスタン・カーニバルの楽屋
12. ジャニーズのリサイタル

### 第2幕
1. フォーリーブス伝説
2. 少年隊伝説
3. A.B.C-Z伝説
4. 明日の為に僕がいる
5. Vanilla
6. A.B.C-Zメドレー1（Za ABC〜5stars〜、ずっとLOVE、Twinkle Twinkle A.B.C-Z、Walking on Clouds）
7. A.B.C-Zメドレー2（Like A Blow、STAR SEEKER、Crazy Accel、Crush、Dream～5つの願い～、5Rings、Never My Love）